# کواراچی
کواراچی (به پرتغالی: Coaraci) یک منطقهٔ مسکونی در برزیل است که در باهیا واقع شده‌است. کواراچی ۱۶٬۵۴۹ نفر جمعیت دارد.